# Каскелен
Каскелен (каз. Қаскелең) — місто, центр Карасайського району Алматинської області Казахстану. Адміністративний центр Каскеленської міської адміністрації.
Населення — 79482 особи (2021; 58418 у 2009, 37221 у 1999, 30870 у 1989).
Місто розташоване в передгір'ях Заілійського Алатау, за 23 км на захід від Алмати. Центр приміського овоче-молочного господарства. Овочеконсервний, молочний та інші заводи.

## Історія
Місто засноване 1857 року як поштовий пікет. В ньому розміщувались 40 козаків. 1859 року тут оселились 143 родини алтайський козаків, а 1861 року прибуло 12 селянських родин. З 1865 року населений пункт отримав статус виселка — Любавінський, тут була створена нова парафія. Свято-Михайлівська церква була збудована на кошти дружини військового губернатора Семиріччя Колпаковської Меланії Фомінічни, першим священиком назначений Павло Дубов. Пізніше виселок отримав статус станиці і називалась вона Любавінська, ще пізніше Каскеленська. 1963 року Каскелен отримав статус міста.